# Alioș (sit arheologic)

## Vestigii preistorice
În hotarul localității Alioș se află o așezare neolitică. În hotarul localității s-a descoperit o așezare din epoca bronzului. De aici provine un lanț format din patru inele de aur. Pe teritoriul localității este o cetate de pământ necercetată arheologic.

## Vestigii de epocă romană
Pe teritoriul localității, la aproximativ 6 km nord de aceasta, trece o porțiune din valurile de pământ romane care traversează de la nord la sud Banatul de câmpie. La 200 m nord de localitate se află acest punct traversat de valurile romane pe aproximativ 1 km.

## Vezi și
- Lista siturilor arheologice din județul Timiș